# مسیه ۱۰۳

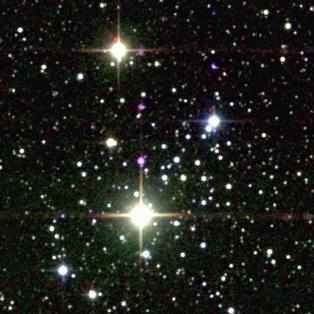
نمایی از خوشه ستاره‌ای باز «مسیه ۱۰۳»

مسیه ۱۰۳(به انگلیسی: Messier 103) یا ان‌جی‌سی ۵۸۱ یک خوشه ستاره‌ای باز در صورت فلکی ذات‌الکرسی است که فاصله آن از زمین هشت هزار سال نوری و قدر ظاهری آن ۷ است.